# Massacro della Collina 303
Il massacro della Collina 303 fu un crimine di guerra compiuto da soldati nordcoreani il 17 agosto 1950, durante la Guerra di Corea, presso una collina sovrastante la località di Waegwan. Quarantuno prigionieri di guerra statunitensi vennero fucilati dalle truppe nordcoreane a seguito di una piccola schermaglia avvenuta durante la battaglia del perimetro di Pusan.
Alcuni elementi dello U.S. Army's 2nd Battalion, 5th Cavalry Regiment e 1st Cavalry Division attivi presso Taegu durante l'omonima battaglia furono circondati da truppe nordcoreane durante l'attraversamento del fiume Nakdong presso la Collina 303. La maggior parte delle truppe statunitensi riuscì a fuggire, ma un plotone di soldati addetti ai mortai scambiarono i soldati nordcoreani per rinforzi sudcoreani e furono quindi catturati. Le truppe nordcoreane portarono i soldati americani presso la collina e inizialmente tentarono di spostarli al di là del fiume per farli uscire dalla battaglia, ma il tentativo fu bloccato da un pesante contrattacco nemico. Le forze americane riuscirono infine a fermare l'avanzata nordcoreana, mettendone in rotta l'esercito. All'inizio della ritirata, uno degli ufficiali nordcoreani ordinò che i prigionieri venissero fucilati per non rallentare la fuga delle truppe.
Il massacro provocò risposte da entrambi i lati del conflitto. I comandanti americani tramite messaggi radio e volantini domandarono la consegna dei comandanti nordcoreani ritenuti responsabili dell'accaduto. Gli ufficiali nordcoreani, preoccupati dal modo in cui i propri soldati trattavano i prigionieri di guerra, stilarono linee guida più restrittive sul come gestire i prigionieri. Diversi memoriali vennero successivamente eretti sulla collina, per onorare le vittime del massacro.

## Antefatti

### La Guerra in Corea inizia
In seguito all'invasione della Corea del Sud da parte della Corea del Nord, e lo scoppio della Guerra di Corea, le Nazioni Unite decisero di entrare in guerra a favore dei sudcoreani. Gli Stati Uniti, in quanto membri dell'organizzazione, decisero quindi di dispiegare forze di terra nella penisola coreana con l'obiettivo di respingere l'invasione nordcoreana e impedire che l'alleato del sud collassasse.
La 24th Infantry Division fu il primo reparto a essere inviato sul teatro delle operazioni, e fu anche quello che di più assorbì l'urto dell'avanzata nordcoreana. L'intervento della divisione aveva l'obiettivo di tenere impegnate le truppe nordcoreane quanto più a lungo possibile in attesa dei rinforzi, e fu quindi lasciata sola per diverse settimane, permettendo a diversi reparti americani di raggiungere la posizione. La pattuglia di punta del reparto, conosciuta come Task Force Smith, fu duramente sconfitta nel primo scontro fra gli americani e i nordcoreani durante la battaglia di Osan del 5 luglio. Per un mese intero dopo lo scontro, la 24th Infantry fu ripetutamente sconfitta e spinta a sud dalle forze nordcoreane, superiori in numeri ed equipaggiamento. I reggimenti della divisione vennero sistematicamente respinti verso sud in tutti i combattimenti avvenuti presso le località di Chochiwon, Chonan e Pyongtaek. Dal 14 al 20 luglio le forze americane offrirono una difesa disperata nella loro ultima battaglia presso Taejon, dove vennero quasi completamente distrutte. La loro resistenza però riuscì a ritardare le forze nordcoreane al punto che le forze dell'8ª Armata americana erano quasi pari a quelle delle forze nordcoreane nella regione, e nuovi rinforzi ONU entravano in combattimento ogni giorno.
Dopo la cattura di Taejon, le forze nordcoreane iniziarono a circondare il perimetro di Pusan nel tentativo di avvolgere la città nella propria morsa. I nordcoreani riuscirono ad avanzare contro le postazioni ONU, riuscendo a sconfiggere ripetutamente gli americani e le forze sudcoreane e spingerle verso sud.

### La situazione presso il perimetro di Pusan

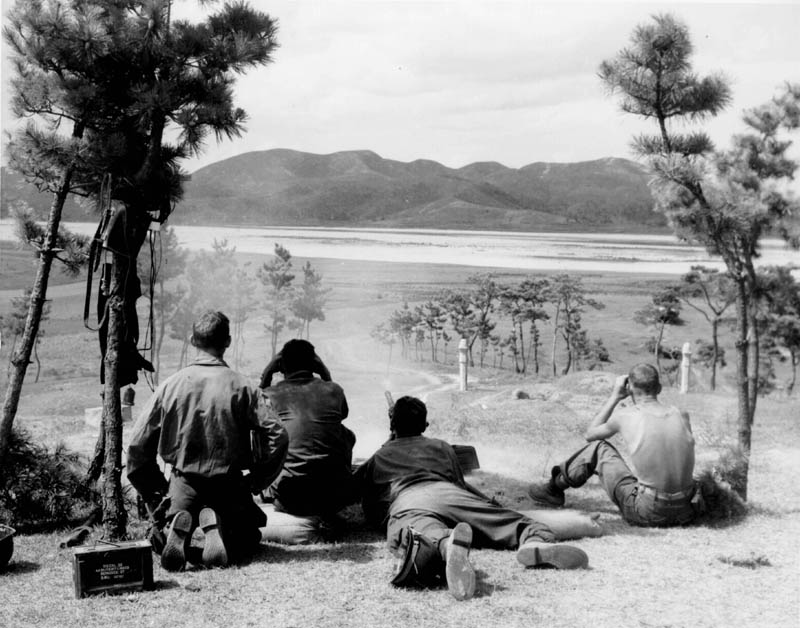
Soldati della U.S. 1st Cavalry Division sparano con una mitragliatrice ad alcune truppe nordcoreane mentre attraversano il fiume Naktong durante la battaglia di Taegu.

Nel frattempo, il generale Walton Walker, comandante dell'8ª Armata, stabilì presso la città di Taegu il quartier generale dell'armata. Localizzata al centro del perimetro di Pusan, la città si trovava all'ingresso della valle del fiume Nakdong, un'area dove un grosso numero di truppe nordcoreane potevano avanzare supportandosi l'una con l'altra. Le barriere naturali offerte dal fiume a sud e dal terreno montuoso a nord circondavano Taegu, e per questi motivi era anche considerata uno dei centri di trasporto e città più importanti ancora in mano alle Nazioni Unite. Da sud a nord la città era difesa dalla U.S. 1st Cavalry Division e da diverse divisioni sudcoreane, sotto il comando del generale maggiore Hobart R. Gay. Nei piani di battaglia il generale decise anche di disporre due reggimenti a difesa dell fiume a sud, e un reggimento in riserva con le forze d'artiglieria, pronto a rinforzare qualsiasi punto da cui le forze nordcoreane avessero tentato di oltrepassare il fiume.
Cinque divisioni nordcoreane si ammassarono a Taegu per opporsi alle forze delle Nazioni Unite, occupando un'area che partiva da Tuksong-dong, proseguiva attorno a Waegwan per arrivare a Kunwi. L'esercito nordcoreano pianificò di utilizzare il corridoio naturale della valle del Nakdong da Sanju a Taegu come asse portate dell'offensiva. A supporto dell'attacco vennero dispiegati anche elementi della 105ª divisione corazzata nordcoreana. Dal 5 agosto queste divisioni tentarono numerose volte di attraversare il fiume per assaltare le forze ONU sull'altra riva, con l'obiettivo di conquistare la città di Taegu e distruggere l'ultima linea difensiva ONU. Tuttavia le forze statunitensi riuscirono a respingere l'avanzata nordcoreana, anche se quelle sudcoreane non raggiunsero gli stessi risultati degli alleati. Fu durante questi scontri che iniziarono a emergere rapporti isolati e voci su crimini di guerra compiuti da entrambe le parti del conflitto.

## Il massacro
Le modalità esatte con cui avvenne il massacro sono approssimative, e basate sulle testimonianze di quattro soldati americani che sopravvissero all'evento. Tre soldati nordcoreani catturati furono successivamente indicati dai sopravvissuti come partecipanti all'eccidio, ma anche questi ultimi diedero un resoconto contraddittorio di ciò che avvenne.

### L'avanzata nordcoreana

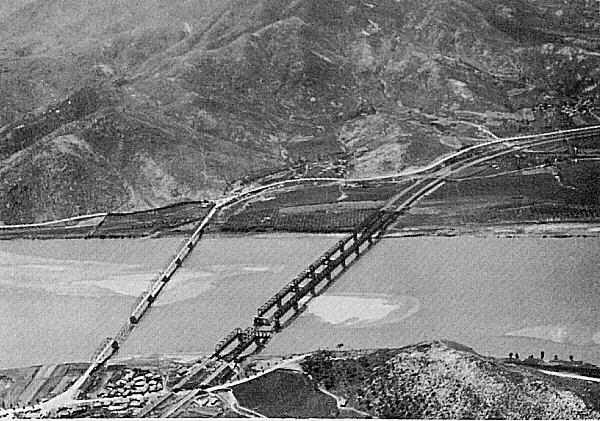
Il ponte di Waegwan (collassato) attraversa il fiume of the Nakdong. La Collina 303 è visibile in basso a destra nella foto.

L'unità statunitense posizionata più a nord nel settore affidato alla difesa della 1st Cavalry Division era la Compagnia G del 5th Cavalry Regiment. La compagnia difendeva la Collina 303, il punto più distante del fianco destro dell'armata statunitense. Ancora più a nord era schierata la 1st Division sudcoreana.
Per molti giorni l'intelligence delle Nazioni Unite segnalò la presenza di un'elevata concentrazione di truppe nordcoreane dall'altra parte del fiume Naktong, esattamente di fronte alle forze sudcoreane. Il 14 agosto, alle prime ore del mattino, un reggimento nordcoreano attraversò il fiume con un ponte subacqueo, assaltando il settore dove si trovava la divisione sudcoreana. L'offensiva nordcoreana si allargò a sud alle ore 12:00, e così i nordcoreani ingaggiarono gli americani di stanza presso la Collina 303. Questi ultimi, anziché ripiegare verso est o altre postazioni, si mossero verso sud in direzione di Waegwan.
Alle 03:30 del mattino del 15 agosto, le truppe della Compagnia G avvistarono 50 soldati nordcoreani affiancati da due carri T-34 muoversi verso sud lungo la strada che costeggiava il fiume alla base della collina. Inoltre individuarono un'ulteriore colonna nemica nelle proprie retrovie, che ingaggiarono un'altra compagnia, la Compagnia F. Per fuggire all'accerchiamento, la Compagnia F si ritirò verso sud, ma la Compagnia G non la seguì. Alle ore 08:30 i nordcoreani avevano completamente circondato la compagnia americana posizionata sulla Collina 303, assieme a un plotone di supporto di mortaisti proveniente dalla Compagnia H. A quel punto la collina fu tagliata dal resto delle forze americane. Una colonna di soccorso composta dalla Compagnia B, dalla 5th Cavalry e da un plotone di carri armati statunitensi tentò di raggiungere la compagnia accerchiata, ma non riuscì a penetrare le forze nordcoreane che circondavano la collina.

### La cattura dei soldati americani
Secondo le testimonianze dei sopravvissuti, prima dell'alba del 15 agosto, il plotone mortai della Compagnia H si accorse dell'attività nemica vicino alla collina. Il comandante del plotone telefonò alla Compagnia G della 5th Cavalry, la quale lo rassicurò informandolo che un plotone di 60 soldati sudcoreani sarebbe giunto a supporto della sua unità. Più tardi quella mattina, il plotone avvistò due carri armati T-34 nordcoreani seguiti da circa 200 o più soldati proseguire sulla strada sotto di loro. Poco più tardi un piccolo gruppo di coreani iniziò a scalare il pendio. Il comandante del plotone di mortai, il tenente Jack Hudspeth, pensò si trattasse dei rinforzi sudcoreani, così una pattuglia americana fu inviata a incontrarsi con i soldati che stavano arrampicandosi, ma al momento di identificarsi il gruppo rispose aprendo il fuoco. Alcuni dei soldati americani si resero conto che le truppe in avvicinamento erano nordcoreane, e stavano per aprire il fuoco quando il comandante gli intimò di non farlo, e li minacciò di portarli di fronte a una corte marziale se lo avessero fatto. Il resto dei soldati non capì l'errore fino a quando i soldati nemici furono abbastanza vicini da permettere agli americani di notare le stelle rosse cucite sui loro berretti. A quel punto i nordcoreani erano riusciti ad avanzare sino alle postazioni difensive americane, senza sparare un colpo. Quando le truppe nordcoreane si trovarono di fronte alle trincee, Hudspeth ordinò la resa del plotone, avendo constatato che ormai si trovano in minoranza e a corto di munizioni. I nordcoreani catturarono immediatamente gli americani. I prigionieri stimati furono dai 31 ai 42.
A questo punto i prigionieri furono fatti marciare giù per la collina dopo essere stati requisiti delle loro armi e oggetti di valore. In un frutteto vicino, agli americani furono legate le mani dietro la schiena e furono tolte le scarpe e alcuni vestiti. Agli americani fu anche detto che sarebbero stati inviati in un campo di prigionia a Seoul se si fossero comportati bene.

### La prigionia
Nei successivi due giorni, i prigionieri americani passarono di mano in mano a diversi soldati nordcoreani. Durante la prima notte di prigionia i nordcoreani diedero agli americani acqua, frutta e sigarette. I sopravvissuti alla strage dichiararono che quella fu l'unica occasione in cui i propri sorveglianti diedero loro del cibo, tanto che alcuni soldati furono costretti a scavare buche nella sabbia per cercare acqua. I nordcoreani avevano intenzione di trasportare i prigionieri sull'altra sponda del fiume Naktong il giorno stesso della cattura. Il fuoco d'artiglieria americano sopra i punti di attraversamento impedirono ciò. Durante la notte due soldati americani riuscirono ad allentare i propri legacci, causando un breve tumulto. A quel punto, sempre secondo i racconti dei sopravvissuti, i soldati nordcoreani minacciarono gli americani di ucciderli, ma un ufficiale sparò a uno dei suoi uomini per aver proferito tali minacce. Due soldati americani tentarono di fuggire, e riuscirono ad allontanarsi dal luogo dove erano tenuti prigionieri, ma furono ricatturati e giustiziati. I nordcoreani tentavano di nascondere i soldati agli americani durante il giorno, spostandosi di notte, ma gli attacchi americani rendevano il tutto molto più difficile.
Il giorno dopo, il 16 agosto, i prigionieri furono trasferiti assieme ai propri sorveglianti. Un soldato americano, Roy L. Day Jr, parlando in giapponese fu in grado di conversare con alcuni nordcoreani. Il pomeriggio origliò un luogotenente nordcoreano dire che avrebbero ucciso i prigionieri se altre forze americane fossero avanzate troppo vicino. Più tardi, gli americani iniziarono all'assalto alla Collina 303 per riprendere la posizione. La Compagnia B e numerosi carri armati tentarono la riconquista della collina, che secondo le stime ora era presidiata da un battaglione di 700 uomini. I cannoni del 61st Field Artillery Battalion e del 82nd Field Artillery Battalion bombardarono la collina a supporto dell'azione. Quella notte, la Compagnia G riuscì a fuggire dalla collina. Le guardie portarono via cinque prigionieri, di cui non si seppe più nulla.
Prima dell'alba del 17 agosto, le truppe americane, sostenute da carri armati, attaccarono la collina, ma i nordcoreani risposero con un pesante fuoco di mortaio, che fermò l'avanzata americana a Waegwan. Nella mattina, l'artiglieria americana bombardò pesantemente le posizioni nordcoreane, e nelle ore seguenti gli americani ebbero numerosi scontri a fuoco con le guardie nordcoreane. Intorno alle ore 12:00, i nordcoreani sistemarono i prigionieri in un burrone, sorvegliati da 50 guardie. Molti altri prigionieri furono inclusi nel gruppo durante il giorno, facendo sì che i nordcoreani avessero con sé 45 prigionieri. Un sopravvissuto però stimò che i soldati americani catturati erano 67, e il numero precedente quello dei soldati uccisi.

### L'esecuzione

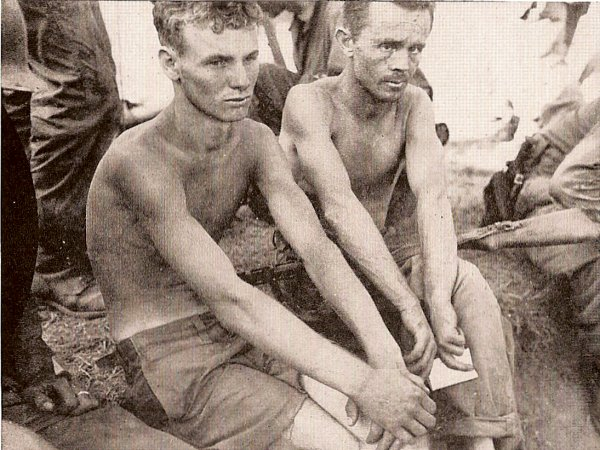
Due soldati sopravvissuti alla strage.

Alle ore 14:00 un attacco aereo ONU colpì la collina con napalm, bombe e sventagliate di mitragliatrici. A questo punto un ufficiale nordcoreano disse che i soldati americani erano giunti troppo vicini a loro, e che non potevano continuare a tenere i prigionieri. L'ufficiale ordinò ai suoi uomini di sparare agli americani dentro al fosso. Prima che tutti i soldati nordcoreani si ritirassero dall'area, alcuni tornarono indietro al burrone e spararono ai sopravvissuti del primo massacro. Solo quattro o cinque uomini nel gruppo sopravvissero, nascondendosi sotto i corpi degli altri. Quarantuno prigionieri furono uccisi. Fra loro i membri del plotone di mortai a supporto ma anche soldati catturati in altre occasioni.
Gli attacchi aerei americani e il fuoco d'artiglieria spinsero i nordcoreani fuori dalla collina. Dopo l'attacco aereo, alle ore 15:30, la fanteria attaccò la collina senza incontrare resistenza, e la mise in sicurezza un'ora dopo. Il fuoco di supporto di artiglieria e aviazione avevano indebolito molto le truppe nemiche sulla collina, provocando la fuga dei sopravvissuti. Due soldati scampati al massacro furono colpiti dal fuoco amico mentre cercavano di raggiungere le forze alleate, ma sopravvissero. Le forze del 5th Cavalry Regiment scoprirono subito i resti dei prigionieri americani uccisi, con ferite da mitragliatrice e le mani ancora legate dietro la schiena.
La notte, vicino Waegwan, i cannoni anticarro nordcoreani misero fuori uso due carri armati del 70th Tank Battalion. Il giorno dopo, le truppe americane scoprirono i resti di sei membri dell'equipaggio, segno che anche loro erano stati catturati e giustiziati alla stessa maniera egli uomini presenti sulla Collina 303.

## Conseguenze

### La risposta statunitense
A seguito dell'evento, il 20 agosto il generale Douglas MacArthur trasmise un messaggio radio all'esercito coreano, denunciando l'accaduto. Le forze aeree statunitensi lanciarono numerosi volantini sopra territorio nemico, indirizzati ai comandanti nordcoreani.  MacArthur avvertì che avrebbe trattenuto tutti i capi militari veterani nordcoreani responsabili di quel massacro o di qualsiasi altro crimine di guerra.
(Le parole finali della trasmissione di Douglas MacArthur all'esercito nordcoreano.)
Il massacro della Collina 303 sarebbe stato solo una delle molte atrocità che le forze americane contestarono ai soldati nordcoreani.Verso la fine del 1953, la Commissione per la sicurezza interna e affari governativi del Senato degli Stati Uniti, guidata da Joseph McCarthy, avviò un'indagine sopra 1.800 incidenti o crimini di guerra presumibilmente commessi durante la guerra di Corea. Il massacro della Collina 303 fu uno dei primi a essere esaminati. I sopravvissuti all'eccidio furono chiamati a testimoniare di fronte alla commissione, e il governo statunitense concluse che l'esercito nordcoreano aveva violato i termini della Convenzione di Ginevra, e condannò le sue azioni.

### La risposta nordcoreana
Gli storici concordano che non vi fu alcuna prova che l'alto comando nordcoreano sanzionò la fucilazione di massa durante le prime fasi della guerra. Secondo l'analisi di T. R. Fehrenbach, uno storico militare, il massacro della Collina 303 e simili brutalità furono condotte da "piccole unità incontrollate, individui vendicativi o perché le condizioni dei sorveglianti erano sfavorevoli o disperate". Inoltre, i nordcoreani sarebbero stati abituati alle pratiche della tortura e dell'esecuzione di prigionieri a causa dei decenni di dominio da parte dell'oppressivo esercito dell'Impero del Giappone fino alla seconda guerra mondiale.
Il 28 luglio 1950, il generale Lee Yong Ho, comandante della terza divisione nordcoreana, trasmise un ordine pertinente al trattamento dei prigionieri di guerra, firmato da Kim Chaek e Choi Yong-kun, rispettivamente comandante in capo dell'esercito e comandante del quartier generale avanzato dell'esercito. L'ordine proibiva severamente di uccidere prigionieri di guerra, e fu trasmesso alle Sezioni Culturali di ciascuna unità, per informare le truppe della regola.
Alcuni documenti ritrovati dopo gli eventi della guerra dimostrarono come i leader militari nordcoreani fossero a conoscenza e preoccupati dalla condotta dei propri soldati. Un ordine emesso dalla Sezione Culturale della seconda divisione il 16 agosto specificava che "alcuni dei nostri continuano a massacrare le truppe nemiche che si arrendono. Pertanto, la responsabilità di insegnare ai soldati a catturare i prigionieri di guerra e a trattarli gentilmente spetta alla Sezione Politica di ogni unità."

### Commemorazioni

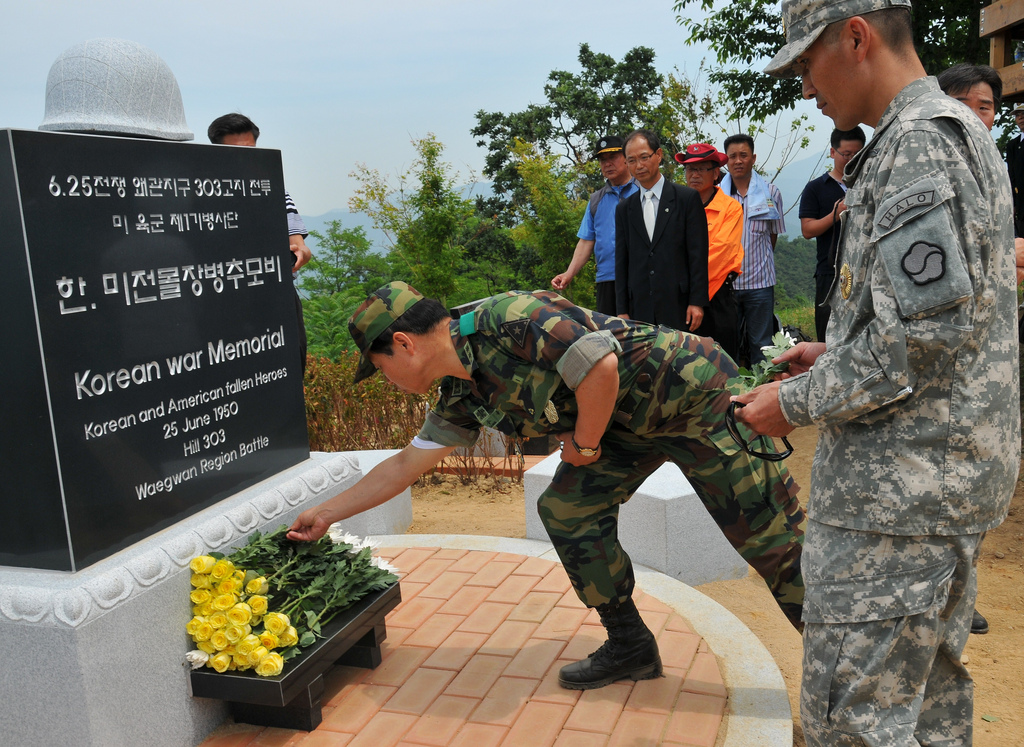
Un soldato sudcoreano e un soldato americano rendono omaggio ai prigionieri di guerra massacrati durante la cerimonia annuale in loro memoria.

La storia guadagnò rapidamente l'attenzione mediatica negli Stati Uniti, e i resoconti dei sopravvissuti ricevettero una grande copertura, anche da riviste importanti come Time e Life. Negli anni successivi alla guerra di Corea, l'esercito americano stabilì una guarnigione permanente a Waegwan, Camp Carroll, che si trova vicino alla base della Collina 303. L'incidente fu in gran parte dimenticato fino a quando il tenente David Kangas lesse dell'incidente nel libro "South to the Naktong, North to the Yalu" mentre era di stanza a Camp Carroll nel 1985. Dopo aver controllato varie fonti dell'esercito americano e locali si rese conto che il luogo del massacro era sconosciuto. Ottenne resoconti di battaglia attraverso l'Archivio Nazionale per individuare il luogo, e poi cominciò a cercare i sopravvissuti rimasti. Il memoriale originale per i prigionieri di guerra fu collocato nel 1990 davanti alla sede della guarnigione, anche se nessuno dei sopravvissuti americani fu localizzato da Kangas fino al 1990.
Nel 1999 Fred Ryan e Roy Manring, due dei tre prigionieri di guerra sopravvissuti, furono invitati a partecipare a una cerimonia presso il sito dell'esecuzione. Sia Ryan e Manring che James Rudd, il terzo prigioniero sopravvissuto, avevano viste rifiutate le proprie richieste di compensazione per le gravi ferite subite durante il massacro, dato che non erano mai stati ufficialmente designati come prigionieri di guerra dall'esercito statunitense. Più tardi, la guarnigione a Camp Carroll raccolse fondi per costruire un memoriale più grande sul sito del massacro. A ciò contribuirono anche civili e militari sudcoreani nei dintorni di Waegwan. Il memoriale originale fu costruito sulla collina il 17 agosto 2003. Nel 2009 furono raccolti fondi per un secondo memoriale. Con l'assistenza di veterani sudcoreani, politici e cittadini locali, il secondo monumento fu calato sopra la collina da un elicottero CH-47 Chinook il 26 maggio 2010, in preparazione al 60º anniversario dell'evento. Ogni anno viene tenuta una cerimonia memoriale sopra la collina, per ricordare la morte dei soldati americani. Le truppe di stanza presso la base di Camp Carroll salgono sulla collina e depositano fiori sopra al monumento.